# Sofya Osipovna Apraksina
Sofya Osipovna Apraksina, född 1743, död efter 1805, var en rysk hovfunktionär.
Dotter till en kosack, Osip Lukyanovich Zakrevsky (senare generalkonvojbefälhavaren för Lilla Ryssland), och Anna Grigorjevna Razumovskaja, och systerdotter till gunstlingen Aleksej Razumovskij och Kirill Razumovskij. 
Som dotter till kejsarinnan Elisabets gunstling fördes hon 1746 till hovet och gynnades på ett sätt som väckte spekulationer. Hon var hovfröken hos kejsarinnan Elisabet av Ryssland 1756-1759, och gifte sig sedan med greve Nikolai Fyodorovich Apraksin. 
Hon fick stort inflytande över sin farbror, greve Kirill Grigorievich Razumovsky, och efter hans hustrus död 1771 flyttade hon in i hans hus, där hon bodde i mer än 30 år. Beskriven som vacker, intelligent, listig, makthungrig, snål och girig, blev Apraksina snart "husets fullständiga härskarinna" och åtföljde Razumovsky i Moskva, eller i St. Petersburg eller i Baturin. Deras förbindelse väckte skvaller. Hon hamnade vid hans död 1805 i arvstvist med hans barn.